# Leutaschtal
Das Leutaschtal, auch die Leutasch genannt, ist eine Region im Gemeindegebiet von Leutasch in Nordtirol, 20 Kilometer nordwestlich von Innsbruck, an der bayerischen Grenze bei Mittenwald.

## Lage und Landschaft
Das Tal erstreckt sich am Mittellauf der Leutascher Ache, die aus dem Gaistal (Übergang nach Ehrwald) von Westen kommt, und dessen Nebenlauf, dem Ostbach, der von Südwesten vom Katzenloch aus der Telfer Gegend kommt, zieht sich nach Nordosten und endet an der Leutaschklamm bei Mittenwald (Porta Claudia). Auf etwa 13 Kilometer erstrecken sich hier Oberleutasch und Unterleutasch, die sich jeweils aus mehreren Orten zusammensetzen.
Das obere Tal liegt zwischen Mieminger Kette (Hohe Munde am Ostrand 2662 m ü. A.) und Seefelder Plateau (Hochmoos 1558 m ü. A.), der restliche Verlauf bildet den Südostrand des Wettersteingebirges (Leutascher Dreitorspitze 2682 m ü. A.) gegen das Arnspitzmassiv (Große Arnspitze 2195 m ü. A.).
Nachbarregionen
|                                             | Werdenfelser Land (Oberbayern DE) (Wettersteinmassiv) |                    |
| Ehrwalder Becken (über Gaistal)             | Kompassrose, die auf Nachbargemeinden zeigt           | Scharnitzer Becken |
| (Mieminger Kette)Telfer Becken (Oberinntal) | Seefelder Plateau                                     |                    |

## Tourismus und Verkehr
Das Tal gehört zur Tourismusregion Olympiaregion Seefeld.
Durch das mittlere und untere Leutaschtal verläuft die Leutasch Straße (L 14) Seefeld – Mittenwald (die ausgewiesene Landesstraße endet zwischen Lochlehn und Unterkirchen), durch das obere Tal die Buchener Straße (L 35), Telfs – Buchen – Gasse, wo sie in die L 14 mündet.